# Javor francouzský
Javor francouzský nebo též javor montpelierský (Acer monspessulanum) je listnatý opadavý strom nebo též větší keř se širokou, sklenutou a bohatě olistěnou korunou. Strom s poměrně pomalým růstem a dosahujícím výšky maximálně kolem 10 m.

## Popis
Kmen je často křivý, někdy při patě rozvětvený, tak jak to vidíme u keřů.
Kůra je hladká, červenohnědé barvy, stářím šedne a stává se trhlinatou.

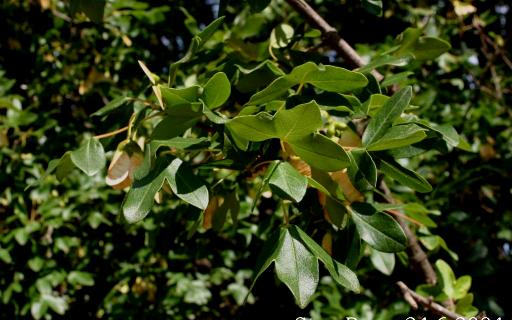
Listy

Listy jsou malé, 3–6 cm dlouhé a 3–7 cm široké, kožovité, při srdčité nebo zaokrouhlené bázi trojžilné, se 3 tupými, vejčitými, celokrajnými, zřídka zubatými laloky, na líci leskle tmavozelené, na rubu bledězelené, v mládí zcela, později jen na žilkách bělochlupaté.
Květy jsou jednodomé, jednopohlavné, žlutozelené barvy, v dlouze stopkatých, zpočátku vzpřímených, později převislých chocholících. Kvete v dubnu až květnu.
Plody jsou dvounažky tmavě červenohnědé barvy. Křídla se často překrývají, semena oválná až kulovitá. Zrají v srpnu až září.

## Areál rozšíření
Suché teplé lesy jižní Evropy.

## Stanoviště
Nároky na stanoviště jsou malé, spokojí se s kamenitými, hubenými, avšak výslunnými svahy.

## Použití
Okrasný strom.